# KulturNav
KulturNav is een Noorse cloudgebaseerde softwareservice, waarmee gebruikers naamautoriteiten en terminologie kunnen maken, beheren en distribueren, gericht op de behoeften van musea en andere instellingen voor cultureel erfgoed. De software is ontwikkeld door KulturIT ANS en het ontwikkelingsproject wordt gefinancierd door de Noorse Kunstraad.
KulturNav is ontworpen om de toegang tot erfgoedinformatie in archieven, bibliotheken en musea te verbeteren en werkt in verschillende instellingen met gemeenschappelijke metadata. Zo kunnen veel instellingen samenwerken om een lijst met standaardnamen en terminologie op te bouwen. De metadata worden gepubliceerd als linked open data (LOD), die verder kunnen worden gekoppeld aan andere LOD-bronnen. De application programming interface (API) ondersteunt momenteel HTTP GET-aanvragen om gegevens te lezen. Dit betekent dat het systeem alleen gepubliceerde inhoud retourneert die voor elke gebruiker leesbaar is. Het systeem werd ontwikkeld in de Play Framework omgeving met behulp van Apache Solr en jQuery.
Het bedrijf KulturIT, gelanceerd in 2013, is eigendom van vijf Noorse musea (waaronder het Norsk Folkemuseum) en één Zweeds museum, met name het Nordiska museet. Het is een non-profitorganisatie waar alle winst wordt geherinvesteerd in bijkomende software-ontwikkeling.
De website werd gelanceerd op 20 januari 2015 en wordt initieel al gebruikt door vele musea in Noorwegen, Zweden en Åland. In maart 2015 werd het Zweedse nationale fotografieregister overgebracht naar de KulturNav-site. Vervolgens werd ook een register van Zweedse architecten beschikbaar gesteld via KulturNav.